# Regió dels Altiplans
La regió dels Altiplans és una de les cinc regions de Togo. És la segona més poblada després de la regió Marítima. La seva capital és Atakpamé i Kpalimé i Badou són dues ciutats importants. El 2010 tenia 1.375.165 habitants (650.393 el 1981).
La regió dels Altiplans està situada al nord de la regió Marítima i al sud de la regió Central. A l'oest fa frontera amb la regió Volta de Ghana i a l'est és fronterer amb els departaments de Collines, al nord-oest, de Zou, a l'est, i de Kouffo, al sud-est, tots ells a Benín.

## Prefectures

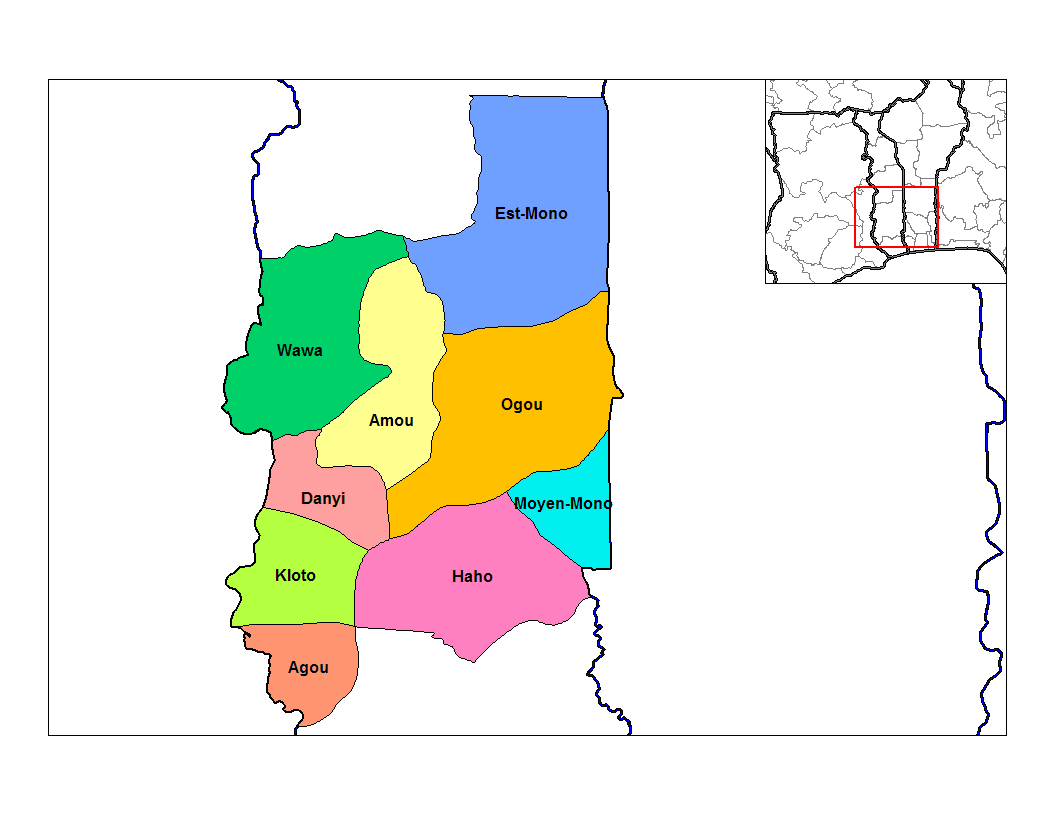
Prefectures de la regió dels Altiplans

A la regió de Plateaux hi ha les prefectures: Agou, Amou, Danyi, Mono Oriental, Haho, Kloto, Mono Mitjà, Ogou i Wawa.

## Llengües i grups ètnics
- Els akpossos parlen la llengua ikposo.
- Els Bogos parlen la llengua igo.
- Els kpessis, que parlen la llengua kpessi, a la prefectura de Mono Oriental.[2]
- Els hwes, que parlen la llengua aja, que tenen el territori a les prefectures de Mono Mitjà, de Lacs i de Yoto.[3]
- Els aja, que parlen la llengua homònima juntament amb els hwes tenen el territori a les prefectures d'Haho, Mono Mitjà i Ogou.[4]
- Els Maxis parlen la llengua Maxi, al sud de la ciutat d'Atakpamé.
- Els fon parlen la llengua fon.[5]
- Els akebus parlen la llengua kwa oriental akebu.[6]
- Els buems tenen com a llengua materna el lelemi, viuen al nord de Kpalimé, a la frontera amb Ghana.[7]